# Mondfleckiges Sonnenröschen
Das Mondfleckige Sonnenröschen (Helianthemum lunulatum) ist eine Pflanzenart aus der Gattung der Sonnenröschen (Helianthemum) in der Familie der Zistrosengewächse (Cistaceae).

## Merkmale
Das Mondfleckige Sonnenröschen ist ein immergrüner Zwergstrauch, der Wuchshöhen von 5 bis 20 Zentimeter erreicht. Die Blätter sind elliptisch-lanzettlich und werden 8 bis 12 Millimeter lang und 3 bis 4 Millimeter breit. Die Blüten sind einzeln oder zu 2 bis 3 (selten 4) an einer meist kurzen Blütenstandsachse angeordnet. Sie sind lang gestielt. Die Kronblätter sind gelb und haben am Grund einen halbmondförmigen, orangefarbenen Fleck.
Blütezeit ist von Juni bis Juli.
Die Chromosomenzahl beträgt 2n = 22.

## Vorkommen
Das Mondfleckige Sonnenröschen kommt in den Seealpen auf Felsen und steinigen Wiesen in Höhenlagen von 850 bis 2200 Meter vor.

## Nutzung
Das Mondfleckige Sonnenröschen wird selten als Zierpflanze für Steingärten und Trockenmauern genutzt.